# 롯데쇼핑
롯데쇼핑주식회사는 대한민국의 유통 기업이다. 주요 사업으로 백화점, 할인점, 슈퍼, 이커머스, 전자제품, 홈쇼핑, 영화상엽업 등을 영위하고 있으며, 한국 이외에 베트남, 인도네이시아, 말레이시아 등 동남아시아 시장에 진출해 있다.

## 역사
롯데쇼핑은 1970년 7월 설립된 협우실업이 전신이다. 협우실업은 호텔롯데의 쇼핑사업본부를 인수하였으며 1979년 11월 15일 주주총회에서 기업 상호를 롯데쇼핑으로 변경하였다. 2006년 2월에 한국 및 런던 증시에 동시 상장하였으나, 런던증권거래소에서는 2017년 상장 폐지하였다.

## 사업현황
- 사업부
  - 롯데백화점
  - 롯데아울렛
  - 롯데쇼핑몰
    - 롯데쇼핑 e커머스

  - 롯데마트
  - 롯데슈퍼

- 자회사
  - 롯데홈쇼핑
  - 롯데컬처웍스
  - 롯데하이마트

## 같이 보기
- 신세계 (백화점)
- 현대백화점
- 갤러리아백화점